# 最後にひとつだけお願いしてもよろしいでしょうか
『最後にひとつだけお願いしてもよろしいでしょうか』（さいごにひとつだけおねがいしてもよろしいでしょうか）は、鳳ナナによる日本のライトノベル。小説投稿サイト「アルファポリス」（アルファポリス）にて2018年4月より連載され、書籍版がレジーナブックス（アルファポリス）より同年8月から刊行されている。イラストは沙月が担当している。2024年10月時点で電子版を含めたシリーズ累計部数は140万部を記録している。
メディアミックスとして、ほおのきソラによるコミカライズが同サイトにて2019年6月より連載中。2025年にはテレビアニメが放送予定。

## 登場人物
スカーレット・エル・ヴァンディミオン
声 - 瀬戸麻沙美
本作の主人公。
ジュリアス ・フォン・パリスタン
声 - 加藤渉
レオナルド・エル・ヴァンディミオン
声 - 石毛翔弥
ナナカ
声 - 富田美憂
シグルド・フォーグレイブ
声 - 浦和希
カイル・フォン・パリスタン
声 - 坂泰斗
テレネッツァ・ホプキンス
声 - 加隈亜衣

## 既刊一覧

### 小説
- 鳳ナナ（著）・沙月（イラスト） 『最後にひとつだけお願いしてもよろしいでしょうか』 アルファポリス〈レジーナブックス〉、既刊5巻（2024年10月5日現在）
  1. 2018年8月6日発行[6]、ISBN 978-4-434-24925-9
  2. 2018年12月3日発行[7]、ISBN 978-4-434-25375-1
  3. 2023年4月5日発行[8]、ISBN 978-4-434-31786-6
  4. 2024年2月5日発行[9]、ISBN 978-4-434-33147-3
  5. 2024年10月5日発行[10]、ISBN 978-4-434-34529-6

### 漫画
- 鳳ナナ（原作）・ほおのきソラ（作画） 『最後にひとつだけお願いしてもよろしいでしょうか』 アルファポリス〈レジーナコミックス〉、既刊9巻（2024年10月5日現在）
  1. 2020年3月5日発行[11]、ISBN 978-4-434-27024-6
  2. 2020年11月5日発行[12]、ISBN 978-4-434-28015-3
  3. 2021年8月5日発行[13]、ISBN 978-4-434-28679-7
  4. 2021年9月5日発行[14]、ISBN 978-4-434-29284-2
  5. 2022年4月5日発行[15]、ISBN 978-4-434-30104-9
  6. 2022年10月5日発行[16]、ISBN 978-4-434-30894-9
  7. 2023年4月5日発行[17]、ISBN 978-4-434-31776-7
  8. 2023年12月31日発行[18]、ISBN 978-4-434-33140-4
  9. 2024年10月5日発行[19]、ISBN 978-4-434-34076-5

## テレビアニメ
2025年秋より放送予定。

### スタッフ
- 監督 - 坂本一也[1]
- シリーズ構成 - 赤尾でこ[1]
- キャラクターデザイン - 芳我恵理子[1]
- 音楽 - 椿山日南子[1]
- 音響監督 - 本山哲[1]
- アニメーション制作 - ライデンフィルム[1]
- メインプロダクション - ライデンフィルム京都スタジオ[1]